# Barton Hills
Barton Hills é uma vila localizada no estado americano de Michigan, no Condado de Washtenaw.

## Demografia
Segundo o censo americano de 2000, a sua população era de 335 habitantes. 
Em 2006, foi estimada uma população de 321, um decréscimo de 14 (-4.2%).

## Geografia
De acordo com o United States Census Bureau tem uma área de 
2,1 km², dos quais 2,1 km² cobertos por terra e 0,0 km² cobertos por água.

## Localidades na vizinhança
O diagrama seguinte representa as localidades num raio de 20 km ao redor de Barton Hills. 